# Pentorex
Pentorex (Modatrop), còn được gọi là phenpentermine hoặc α,β-dimethylamphetamine, là một loại thuốc kích thích liên quan đến phentermine được sử dụng như một thuốc gây tê để giảm cân. Nó cũng hoạt động như một thuốc lợi tiểu. Pentorex được phát triển bởi Nordmark vào những năm 1960.